# カイワレダイコン
カイワレダイコン（穎割れ大根、貝割れ大根）は、ダイコンの発芽直後の胚軸と子葉を食用とするスプラウト食材である。ピリッとした辛みがあり、生のままサラダや丼物の彩りなどに用いられることが多い。

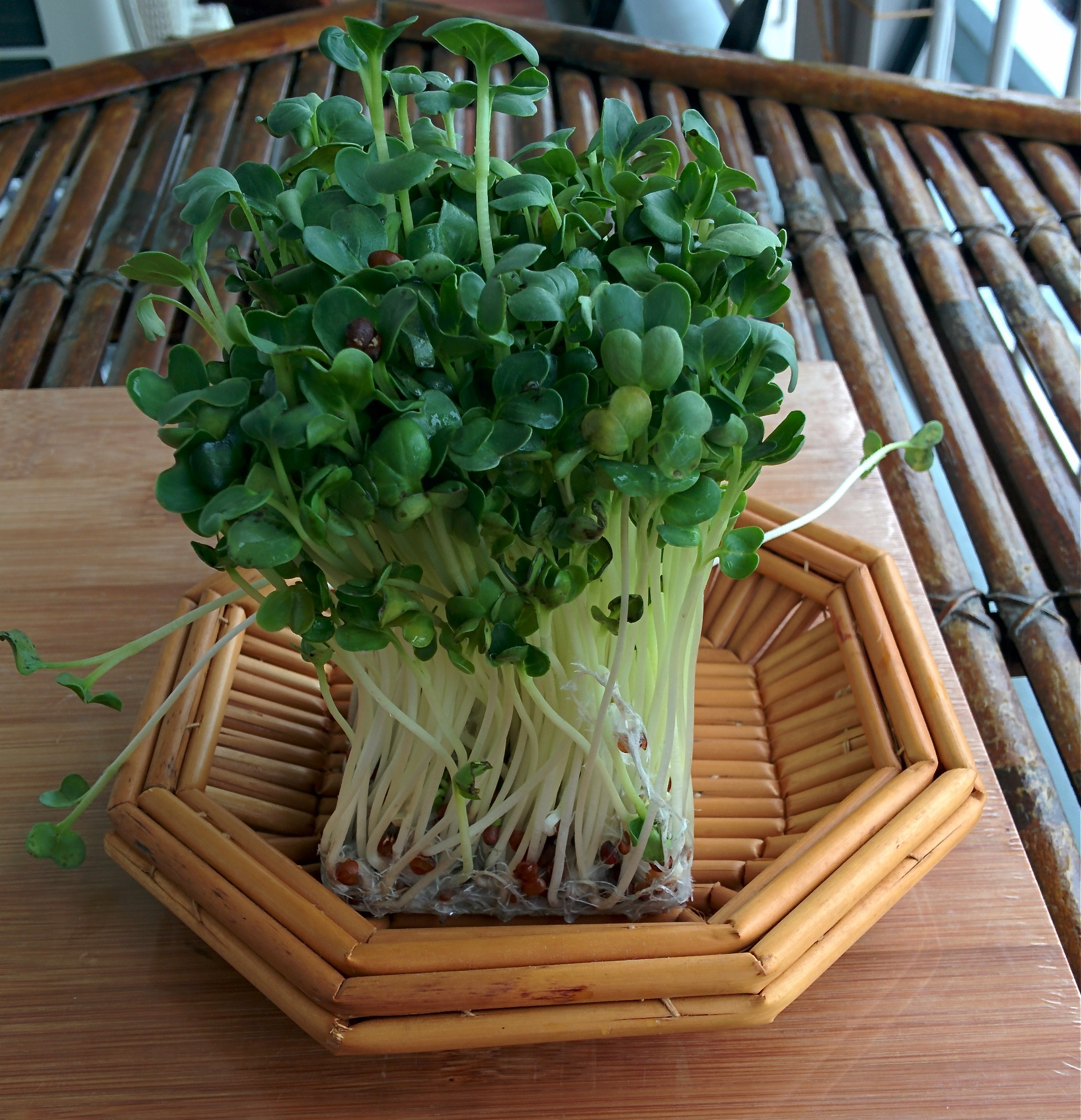
カイワレダイコン

## 概要
発芽に伴う代謝の中で、種子のときには存在しなかった成分も新たに合成され、ビタミン、ミネラル、フィトケミカルなどが含まれる。
ローフードや酵素栄養学では「酵素を多く含む食材である」として重視される。
日本のカイワレダイコン農家の多くは、カイワレダイコンとともにブロッコリースプラウトやレッドキャベツスプラウト、豆苗、そば菜など多品種のスプラウトを生産している。カイワレダイコン以外にも栽培品種が増えたことから、日本かいわれ協会は日本スプラウト協会へ改称した。

## 歴史
原産地は、地中海沿岸、中央アジア、東南アジアなど諸説ある。
- 平安時代の『和名類聚鈔』（和名抄）の「菜羹類」で黄菜（おうさい）としてカイワレダイコン（ノダイコンの若芽）が記述されていて、これは「さわやけ」とも呼ばれ『宇津保物語』でも「さわやけの汁」と使われている[7]。
- 福岡市能古島に住む前田瀧郎が、現在の水耕栽培方式による大量生産システムを考案する[8]。
- 1986年9月18日、日本かいわれ協会（現・日本スプラウト協会）発足[5]。本部を大阪に置き、第1回総会において9月18日をかいわれ大根の日と制定する[9]。
- 2005年、日本かいわれ協会が「日本スプラウト協会」へ改称する[5]。

## 栽培
主に室内栽培で育てられることが多く、春・秋がつくりやすいが、冬でも保温や過湿をすれば周年栽培できる。栽培適温は20 - 25度、発芽適温は25度とされる。発芽後は、はじめのうちは遮光してモヤシのように丈を伸ばし、草丈8 - 10 cmになったところで二葉に光を当てて緑化する。畑に種をまいて大量に栽培することもできるが、家庭菜園の場合はプラスチック容器などを用いて栽培することもできる。種子は一昼夜水に浸してから、浮かんだ不良種子を取り除き、種子が重ならないように布の上に広げて芽出しさせてから蒔く。真っ白でまっすぐな軸を育てるため、種子は重なり合わないように密に蒔き、やや密植気味にする。光に当てないように草丈を8 cmくらいに伸ばしたら、いきなり光に当てないように徐々に光を当てていく。草丈が10 - 12 cmになったところで収穫する。二葉の緑色が鮮やかで、軸が白いものが上等品である。
ダイコンであれば、どの品種でもカイワレ栽培できるが、「大阪四十日大根」などの定番品種がある。種子は、殺菌剤などで処理されていない、スプラウト用のものが市販されている。

## O157食中毒における風評被害
1996年7月13日、大阪府堺市で発生した学校給食へのO157汚染による食中毒事件（堺市学童集団下痢症）の厚生省による疫学原因調査で「カイワレダイコンが感染源の可能性が高い」と報道された。その結果風評被害で壊滅的打撃を受け、倒産・破産はおろか、自殺してしまうカイワレ生産者が出る事態となった。これを打開するため、当時の厚生大臣であった菅直人が安全さを消費者へアピールする目的でカイワレを食べる姿が報道された。
数年後に食中毒の原因がカイワレダイコンであるという報道は冤罪であったことが判明し、カイワレ農家がその報道被害と団結して闘ったことが日本スプラウト協会の公式ウェブサイトにも記されている。またこの風評被害を跳ね除けるべく、農家の間でも衛生管理への意識が一層高まった。
その後、農林水産省の補助事業により、社団法人日本施設園芸協会から「かいわれ大根生産衛生管理マニュアル」が刊行され、次亜塩素酸ナトリウムを用いた衛生管理が推奨されている。